# 呼兰区
呼兰区为中国黑龙江省哈尔滨市下辖市辖区，也是黑龙江省第二大、中国第33大肉类生产大县区。地处哈尔滨市北部，呼兰河畔，原为呼兰县，2004年2月4日改制为市辖区。城区建成面积26.42平方公里，區人民政府驻南京路8號。

## 行政区划
呼兰区下辖17个街道办事处、6个镇、3个乡：
兰河街道、呼兰街道、腰堡街道、利民街道、康金街道、双井街道、建设路街道、学院路街道、长岭街道、沈家街道、南京路街道、裕民街道、裕田街道、裕强街道、萧乡街道、公园路街道、三电街道、二八镇、石人镇、白奎镇、方台镇、莲花镇、大用镇、利业街道、杨林乡、许堡乡、孟家乡和呼兰农垦。

## 人口
根据(黑龙江省)哈尔滨市第七次全国人口普查主要数据公报显示：常住人口为769997人。

## 地理
呼兰是黑龙江省最古老的五个城市之一，清雍正十二年（1734）正式建立呼兰城。地势平坦，拥有良好的耕地。属温带季风气候，冬季非常寒冷，夏季凉爽。素有“江省邹鲁”、“满洲谷仓”之美誉。

## 经济
主要是一个农业区，至今为止三分之二以上的人口是农业人口。近年中成为哈尔滨市的一个区后试图发展工业，呼兰新城区利民开发区（区政府所在地）已与松北区连成一片，2008年利民开发区被黑龙江省政府确定为全省唯一的哈大齐工业走廊核心示范区，国家级生物产业基地依托哈尔滨兽医研究所和哈药集团，位于该开发区。
金星奶粉厂，黑龙江省结核病院，哈尔滨第三发电厂等均在呼兰境内。

## 交通
- 滨北铁路、滨洲铁路。
- 绥满高速公路、 鹤哈高速公路。
- 222国道过境。

## 人物
- 萧红
- 夏青

## 主要景点
- 西岗公园
- 萧红故居
- 呼兰天主教堂
- 文庙、关帝庙、钓鱼台等（均位于结核病院内）